# Kapusta
Kapusta neboli brukev je české označení pro několik druhů dvouleté košťálové zeleniny. Moravské označení je kél či kel. První zmínky z historie kapusty jsou ze středozemní kultury. Kapustu pěstovali již Egypťané, kteří znali jednoduché druhy kapusty. Dále se pak v historii lidstva kapusta objevuje koncem středověku. V 16. a 17. století už se vědělo o kapustě a jejích blahodárných účincích na lidský organismus. V té době už se odrůdy podobaly těm dnešním. V novověku se hojně začala kapusta pěstovat a šlechtit. Nejvíce podobná starým odrůdám je dnešní kapusta hlávková. V dnešní době je pěstování rozšířené po celém světě, nejvíce však v Evropě.

## Obsahuje látky
Vitamín B1, B2, B3, B9 (kyselina listová), vitamin C, vitamin E, vitamin K, vápník, hořčík, selen, fosfor, draslík, síra, železo a v neposlední řadě sodík.

## Způsoby přípravy
Kapustu můžeme připravovat na mnoho způsobů, např. vařit, smažit, dusit, zapékat, pařit apod. Syrová se však nejí. Dá se použít i do salátů: Může se použít i do studených salátů, ale před konzumací se musí povařit.

## Pěstitelství
Kapusta je celkem odolná rostlina. Vydrží i teplotu kolem - 15 °C a to bez jakýchkoliv známek poškození.[zdroj?] Většinou se však kapusta pěstuje ve skleníku.

## KultivaryBrassica oleracea
- Brassica oleracea convar. capitata (L.) Alef. – hlávkové zelí
- Brassica oleracea convar. sabauda (L.) O.F.Schulz. – hlávková kapusta
- Brassica oleracea convar. gemmifera (Dc.) Markgr. – růžičková kapusta
- Brassica oleracea var. medullosa Thell. – dřeňová kapusta
- Brassica oleracea var. acephala Dc. – kapusta kadeřavá – jarmuz (krmná kapusta)
- Brassica oleracea var. sabellica Dc. – kapusta kadeřavá – kadeřávek
- Brassica oleracea convar. gongylodes (L.) Markgr. – kedluben
- Brassica oleracea convar. botrytis (L.) Markgr. – květák, romanesco
- Brassica oleracea var. italica Plenck – brokolice

- hlávkové zelí (convar. capitata)
- růžičková kapusta (convar. gemmifera)
- dřeňová kapusta (var. medullosa)
- kadeřávek (var. sabellica)
- brokolice (var. italica)
- kedluben (var. gongylodes)
- květák (var. botrytis)